# Мирковці (Винковці)
Мирковці (хорв. Mirkovci) — населений пункт у Хорватії, у Вуковарсько-Сремській жупанії у складі міста Винковці.

## Населення
Населення за даними перепису 2011 року становило 3 283 осіб.
Динаміка чисельності населення поселення:

## Клімат
Середня річна температура становить 11,10 °C, середня максимальна – 25,44 °C, а середня мінімальна – -5,94 °C. Середня річна кількість опадів – 682 мм.
| Клімат поселення                              | Клімат поселення | Клімат поселення | Клімат поселення | Клімат поселення | Клімат поселення | Клімат поселення | Клімат поселення | Клімат поселення | Клімат поселення | Клімат поселення | Клімат поселення | Клімат поселення | Клімат поселення |
| Показник                                      | Січ.             | Лют.             | Бер.             | Квіт.            | Трав.            | Черв.            | Лип.             | Серп.            | Вер.             | Жовт.            | Лист.            | Груд.            |                  |
| Середній максимум, °C                         | 5,88             | 7,93             | 12,54            | 17,19            | 22,40            | 25,44            | 25,18            | 24,87            | 20,84            | 15,33            | 9,48             | 5,50             |                  |
| Середня температура, °C                       | −0,02            | 2,02             | 6,63             | 11,27            | 16,48            | 19,53            | 21,22            | 20,89            | 16,86            | 11,36            | 5,50             | 1,50             |                  |
| Середній мінімум, °C                          | −5,94            | −3,89            | 0,70             | 5,36             | 10,58            | 13,61            | 17,21            | 16,92            | 12,89            | 7,39             | 1,52             | −2,46            |                  |
| Норма опадів, мм                              | 44               | 39               | 42               | 54               | 62               | 88               | 69               | 62               | 51               | 56               | 62               | 53               |                  |
| Середньомісячна швидкість вітру, м/с          | 2.18             | 2.40             | 2.76             | 2.62             | 2.37             | 2.17             | 2.10             | 1.98             | 1.90             | 2.09             | 2.17             | 2.20             |                  |
| Середньомісячна сонячна радіація, кДж/м²·день | 4335             | 7048             | 11060            | 15567            | 19413            | 21496            | 22320            | 20454            | 15116            | 9508             | 4929             | 3635             |                  |
| --------------------------------------------- | ---------------- | ---------------- | ---------------- | ---------------- | ---------------- | ---------------- | ---------------- | ---------------- | ---------------- | ---------------- | ---------------- | ---------------- | ---------------- |
| Джерело:                                      |                  |                  |                  |                  |                  |                  |                  |                  |                  |                  |                  |                  |                  |